# Södra Bankohuset
Södra Bankohuset, også kaldet Gamla riksbanken er en bygning i Pluto-karréen ved Järntorget 84 i Gamla stan, Stockholm. Bygningen går ned til Skeppsbron, hvor den har husnummer 42B.
Huset blev bygget i tre etaper mellem 1675 og 1737 til Riksbanken, som tidligere hed hette Riksens Ständers Bank. Vestdelen af bygningen inklusive facaden blev opført i 1675-1682, og blev tegnet af Nicodemus Tessin den ældre (1615–1684); den vestlige går og de to længer blev opført i 1694-1712 under hans søn, Nicodemus Tessin den yngre (1654–1728); mens den østlige del og faceden blev designet af Carl Hårleman (1700–1753) og opført i perioden 1733-1737.
Det var en af Nordeuropas første bygninger opført specifikt til bankforretning. Södra Bankohuset er sandsynligvis det første hus i Sverige, der blev opført til kontorer. Riksbanken lå her indtil 1905, hvorefter den flyyede til Helgeandsholmen (nuværende Riksdagshuset). Siden 1935 har bygningen været et statligt byggnadsminne.